# Tom Cruise
Thomas Cruise Mapother IV (Syracuse (New York), 3 juli 1962), beter bekend als Tom Cruise, is een Amerikaans acteur en filmproducent.

## Carrière
In 1982 heeft Cruise zijn eerste filmrol in Endless Love. Daarna volgt een aantal grotere rollen en in 1984 breekt hij door met de films Risky Business en All the Right Moves.
Cruise vergroot zijn populariteit door zijn rollen als Lt. Pete "Maverick" Mitchell in de kaskraker Top Gun (1986) en als jonge poolspeler in The Color of Money naast Paul Newman.
In 1989 volgen Rain Man met Dustin Hoffman en de minder gewaardeerde film Cocktail met Elisabeth Shue en Gina Gershon.
De successen in het vervolg van zijn carrière waren Born on the Fourth of July (1989), hiervoor kreeg hij zijn eerste Oscar-nominatie voor beste acteur. Tien jaar later kreeg hij voor Magnolia (1999) zijn tweede nominatie voor een Oscar. Veel succes had hij ook met de rol van luitenant en beginnend advocaat Daniel Kaffee in het militairrechtbankdrama A Few Good Men met Jack Nicholson en Demi Moore (1992).
Tom Cruise was de eerste acteur die vijf achtereenvolgende films had gemaakt met een opbrengst van boven de 100 miljoen. Dit deed hij met: A Few Good Men (1992), The Firm (1993), Interview with the Vampire: The Vampire Chronicles (1994, waarin hij samen met Brad Pitt de hoofdrol had), Jerry Maguire (1996) en Mission: Impossible (1996).
In 2006 speelde hij in Mission: Impossible III voor de derde keer de rol van Ethan Hunt. Een van zijn volgende projecten zou "The Few" worden, waarin hij de rol zou vertolken van Billy Fiske, een bekende Amerikaanse piloot die vocht in de Tweede Wereldoorlog. Eind augustus 2006 werd Cruise echter ontslagen door de filmmaatschappij Paramount. Volgens dat bedrijf was het gedrag van Cruise buiten de studio (zijn relatie met Katie Holmes en zijn voorliefde voor Scientology) reden voor de breuk met Cruise' productiemaatschappij.
Cruise heeft voor zijn filmrollen nooit een Oscar gewonnen. Maar in 2025 besloot de Academy hem een ere-Oscar toe te kennen voor zijn gehele oeuvre.

## Biografie
Cruise komt uit een gezin met gescheiden ouders en een jong overleden vader.

### Relaties
Cruise verdeelt zijn tijd tussen zijn huizen in Beverly Hills, Californië; Clearwater, Florida; en het zuiden van Engeland waar Cruise op verschillende plaatsen heeft gewoond, waaronder Londen, Dulwich, East Grinstead, and Biggin Hill.
In de vroege tot midden jaren tachtig had Cruise relaties met Melissa Gilbert, Rebecca De Mornay, Patti Scialfa, en Cher.

Cruise en Mimi Rogers bij de Oscars van 1989

Cruise trouwde actrice Mimi Rogers op 9 mei 1987. Ze scheidden op 4 februari 1990. Rogers groeide op in de Scientology gemeenschap en was een auditeur van de kerk; ze ontmoetten elkaar toen Cruise een van haar klanten werd.
Cruise ontmoette zijn tweede vrouw, actrice Nicole Kidman, op de set van hun film Days of Thunder (1990). Het stel trouwde op 24 december 1990. Ze adopteerden twee kinderen: Isabella Jane (geboren in 1992) en Connor Antony (geboren in 1995). In februari 2001 vroeg Cruise een scheiding aan van Kidman.
Cruise kreeg vervolgens een romance met Penélope Cruz, zijn co-ster in Vanilla Sky (2001). Hun driejarige relatie eindigde in 2004. In een artikel in de oktober 2012 uitgave van Vanity Fair stond dat verschillende bronnen hebben gezegd dat Scientologyleiders na de breuk met Cruz, een geheim project lanceerden om voor Cruise een nieuwe vriendin te vinden. Volgens die bronnen resulteerde een reeks "audities" van scientology-actrices in een kortstondige relatie met de Iraans-Britse actrice Nazanin Boniadi, die vervolgens Scientology verliet.

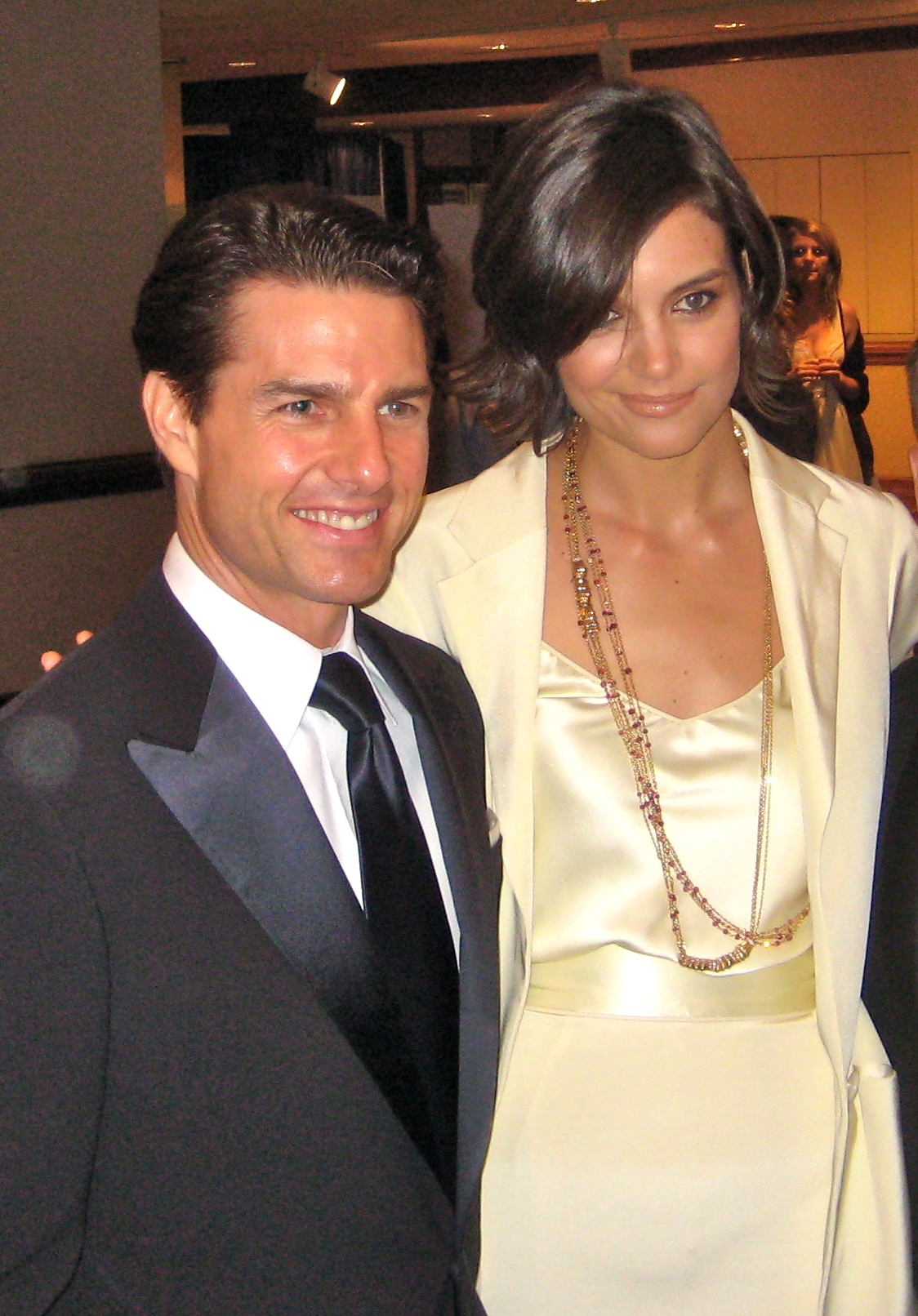
Cruise met zijn toenmalige vrouw Katie Holmes in mei 2009

In april 2005 kreeg Cruise een relatie met actrice Katie Holmes. Op 27 april van dat jaar verschenen Cruise en Holmes – door de media "TomKat" genoemd – voor het eerst samen in het openbaar in Rome. Een maand later verklaarde Cruise publiekelijk zijn liefde voor Holmes bij The Oprah Winfrey Show; hij sprong op Winfrey's gele bank en bleef daar staan. Op 6 oktober 2005 kondigden Cruise en Holmes aan dat ze een kind verwachtten. In april 2006 werd hun dochter Suri geboren. Op 18 november trouwden Holmes en Cruise in het 15e-eeuwse Odescalchi kasteel in Bracciano, tijdens een Scientology-ceremonie die werd bijgewoond door vele Hollywood-sterren. Er is wijdverspreid gespeculeerd dat hun huwelijk was gearrangeerd door de Scientology Kerk. David Miscavige, het hoofd van Scientology, was de getuige van Cruise. Op 29 juni 2012 vroeg Holmes een scheiding aan van Cruise. Op 9 juli ondertekende het paar een echtscheidingsovereenkomst uitgewerkt door hun advocaten in New York. Cruise verklaarde dat Holmes gedeeltelijk van hem scheidde om hun dochter Suri te beschermen tegen Scientology en dat Suri niet langer een praktiserend lid van de organisatie was. Cruise heeft sinds 2015 geen contact meer met zijn dochter Suri.

## Trivia
- Van Cruise is bekend dat hij dyslexie heeft; om zijn rollen te leren gebruikte hij cassettebandjes in plaats van geschreven tekst.
- Cruise is een prominent lid van de Scientologykerk en is hecht bevriend met de kerkleider, David Miscavage.[26]
- Cruise heeft een brevet als piloot, behaald in Toronto in 1994.